# Exactions commises dans l'État indépendant du Congo

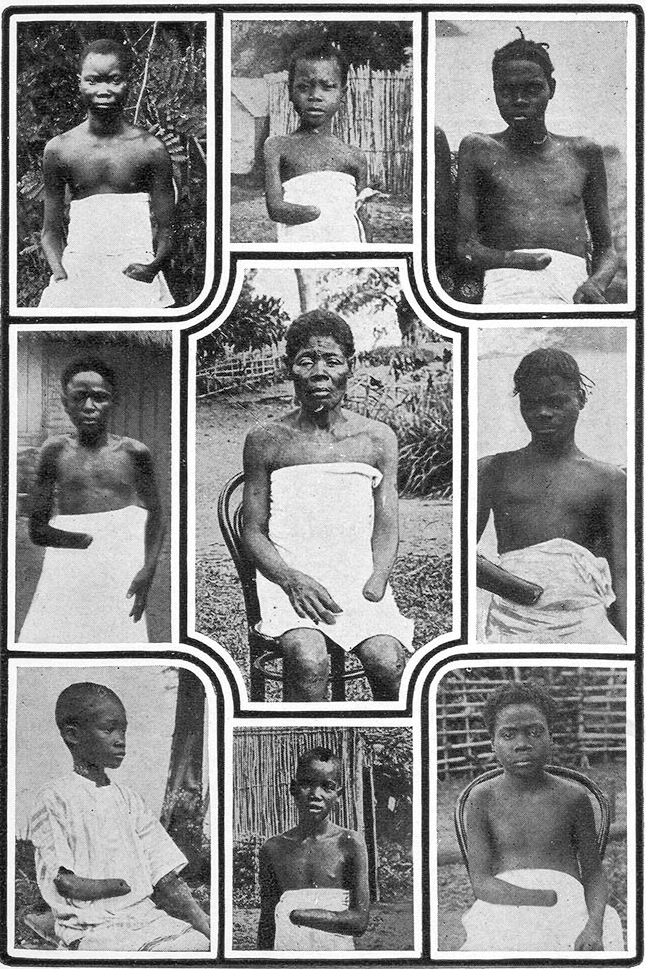
Victimes à la main coupée, dans King Leopold's Soliloquy: A Defense of His Congo Rule, Mark Twain, Boston, 1905.

Les exactions commises dans l'État indépendant du Congo sont les actes de cruauté  qui ont dévasté une partie de la population de cette colonie (aujourd'hui la République démocratique du Congo) placée sous la tutelle personnelle du roi des Belges Léopold II entre 1885 et 1908. Elles étaient particulièrement associées aux méthodes de travail utilisées pour collecter le caoutchouc naturel pour l'exportation. S'ajoutant à des maladies épidémiques, à la famine et à la baisse du taux de natalité provoquée par ces perturbations, les exactions ont contribué à un fort dépeuplement dont l'ampleur au cours de la période est encore aujourd'hui très discutée en raison du manque de données démographiques : on pense que l'État indépendant a perdu entre 1,5 et 13 millions d'habitants.
À la conférence de Berlin de 1884-1885, les puissances européennes ont attribué la région du bassin du Congo à une organisation caritative privée dirigée par Léopold II, qui avait depuis longtemps des ambitions d'expansion coloniale. Le territoire sous le contrôle de Léopold dépassait 2 600 000 km2 et était dirigé par un petit groupe d'administrateurs originaires de plusieurs pays européens. Dès le départ, la colonie s'est avérée non rentable, l'État étant toujours proche de la faillite. La montée rapide de la demande de caoutchouc naturel, qui était abondant sur le territoire, a créé un changement radical dans les années 1890. Pour faciliter l'extraction et l'exportation du caoutchouc, toutes les terres « inhabitées » du Congo ont été nationalisées, la majorité étant distribuée à des entreprises privées sous forme de concessions. Une partie du terrain a été gardée par l'État. Entre 1891 et 1906, les entreprises ont été autorisées à faire ce qu'elles voulaient, pratiquement sans ingérence judiciaire, le résultat étant que le travail forcé et la coercition violente étaient utilisés pour collecter le caoutchouc à moindre coût et maximiser les profits. Une armée indigène, la Force publique, a également été créée pour appliquer les politiques du travail. Des travailleurs qui refusaient de participer à la collecte du caoutchouc pouvaient être tués et des villages entiers rayés de la carte.
La principale cause du déclin de la population était la maladie, exacerbée par les bouleversements sociaux dans l'État indépendant. Des épidémies, notamment la maladie du sommeil, la variole, la grippe porcine et l'amœbose, ont ravagé les populations autochtones. Rien qu'en 1901, on estimait que 500 000 Congolais étaient morts de la maladie du sommeil. La maladie, la faim et la violence ont fait chuter le taux de natalité, tandis que le taux de surmortalité a augmenté.
Le fait de couper les mains des travailleurs a acquis une notoriété internationale particulière. Celles-ci étaient parfois coupées par des soldats de la Force publique qui devaient rendre compte de chaque coup de feu tiré en ramenant les mains de leurs victimes. Ces détails ont été enregistrés par des missionnaires chrétiens travaillant au Congo et ont provoqué l'indignation du public lorsqu'ils ont été révélés au Royaume-Uni, en Belgique, aux États-Unis et ailleurs. Une campagne internationale contre l'État indépendant du Congo a commencé en 1890 et a atteint son apogée après 1900 sous la direction du militant britannique Edmund Dene Morel : elle entraîna la rédaction en 1904 du rapport de Roger Casement, dans lequel il dénonce les « atrocités » perpétrées sur l'ensemble de la population congolaise. En 1908, sous la pression internationale, le gouvernement belge a annexé l'État indépendant du Congo pour former le Congo belge et a mis fin à de nombreux systèmes responsables des abus. L'ampleur du déclin de la population au cours de la période fait l'objet d'un vaste débat historiographique et il y a un débat ouvert sur la question de savoir si les exactions constituent un génocide. En 2020, le roi Philippe a exprimé ses regrets au gouvernement congolais pour les « actes de violence et de cruauté » infligés pendant le régime de l'État indépendant du Congo, sans mentionner explicitement le rôle de Léopold. Certains militants lui ont reproché de ne pas avoir présenté des excuses complètes.

## Contexte

### Création de l'État indépendant du Congo

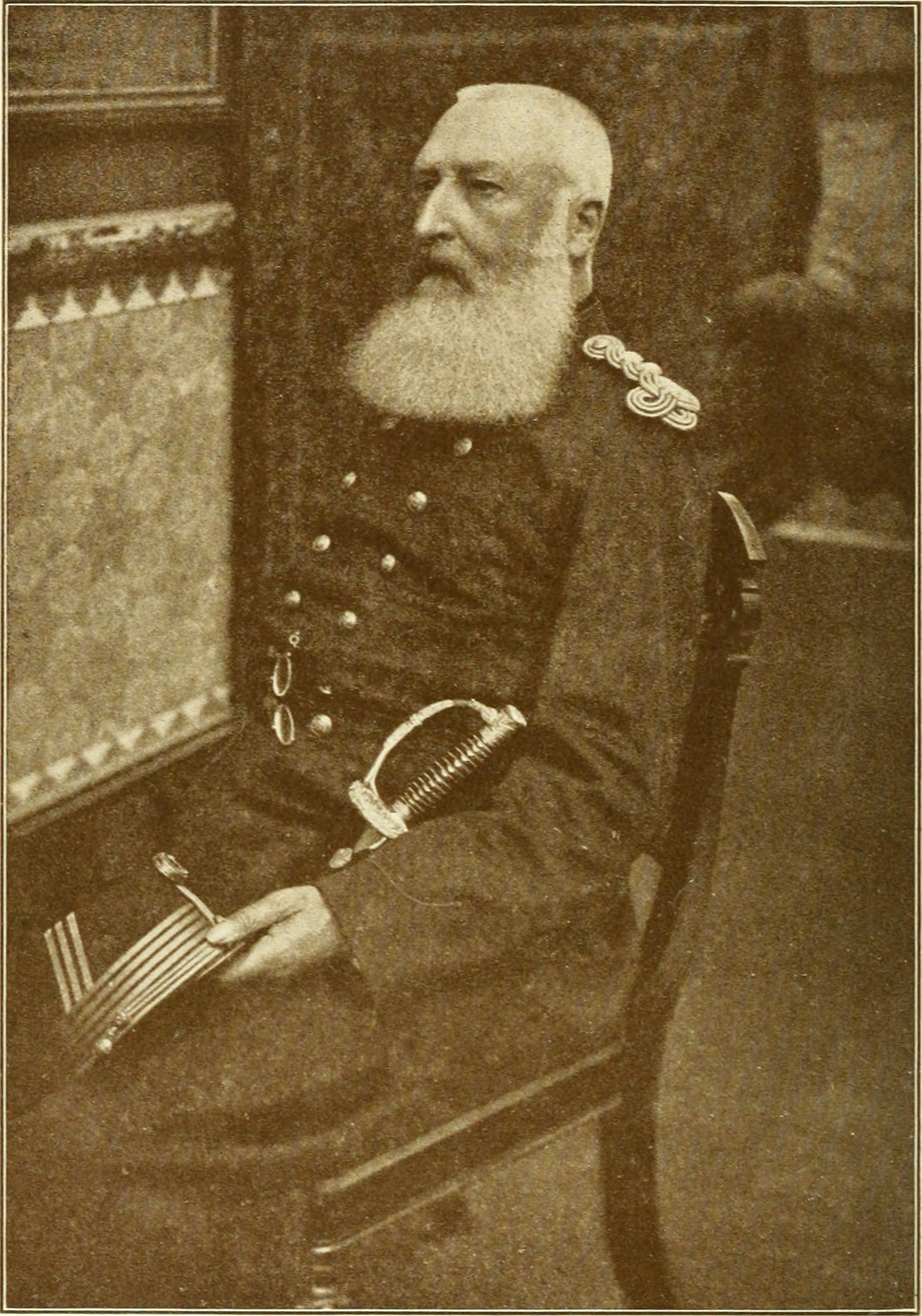
Le roi Léopold II des Belges, souverain de l'État indépendant. Their majesties as I knew them; personal reminiscences of the kings and queens of Europe, 1911.

Dès 1865, peu avant le décès de son père, le prince Léopold, futur roi des Belges, tente d'intéresser les principaux politiciens belges à la création d'un empire colonial en Extrême-Orient ou en Afrique. Cependant, la colonisation reste plutôt impopulaire en Belgique.
Déterminé à rechercher une colonie pour lui-même et inspiré par des rapports récents d'Afrique centrale, Léopold fréquente des explorateurs, dont Henry Morton Stanley. Léopold crée l'Association internationale africaine, une organisation « caritative » pour superviser l'exploration et l'arpentage d'un territoire basé autour du fleuve Congo, avec l'objectif d'apporter de l'aide humanitaire et la « civilisation » aux indigènes. Lors de la Conférence de Berlin de 1884-1885, les dirigeants européens reconnaissent officiellement le contrôle personnel du souverain sur les 2,35 millions de km2 de l'État indépendant du Congo, théoriquement indépendant, au motif qu'il serait une zone de libre-échange et un État tampon entre les sphères d'influence britannique et française.
Dans l'État indépendant, Léopold exerce un contrôle personnel très net. Les chefs africains jouent un rôle important dans l'administration en mettant en œuvre les ordres du gouvernement au sein de leurs communautés. Le pouvoir effectif des fonctionnaires, concentrés dans des « stations » petites et largement dispersées, reste limité. En 1900, on compte 3000 blancs au Congo, dont seulement la moitié sont Belges. La colonie manque constamment de personnel administratif et de fonctionnaires, qui ne dépassent pas un effectif de 1 500 au cours de la période. Ainsi, une partie de la violence de la période peut être attribuée à des groupes africains utilisant le soutien colonial pour régler des comptes, ou à des administrateurs blancs agissant sans l'approbation de l'État.
L'attention de l'administration se focalise d'abord sur la consolidation de son contrôle : il s'agit de combattre les peuples africains, à la périphérie de la colonie, qui contestent le régime colonial. Il s'agit notamment des tribus autour de la rivière Kwango, au sud-ouest, et de l'Uélé au nord-est.

### Situation économique et administrative

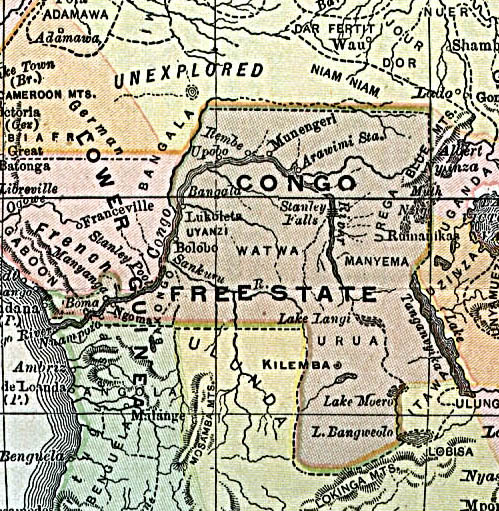
Carte de l'État indépendant du Congo en 1892.

L'objectif de rentabilité financière de l'État indépendant est essentiel pour ses investisseurs, comme pour Léopold. Ses finances sont souvent précaires. Les exportations d'ivoire ne rapportent pas autant qu'espéré, et l'administration coloniale se retrouve souvent endettée, voire en quasi-faillite à plusieurs reprises. La hausse rapide de la demande de caoutchouc naturel dans les années 1890 offre une autre perspective pour le territoire. Le boom du caoutchouc permet des bénéfices importants. Les exportations de caoutchouc depuis l'État indépendant du Congo passent de 580 à 3 740 tonnes entre 1895 et 1900.
Afin de faciliter l'exploitation de la ressource dans la colonie, les terres sont divisées sous un pseudo-régime domanial en 1891,. Toutes les terres vacantes, y compris les forêts et les zones non cultivées, sont décrétées inhabitées et donc possession de l'État, laissant de nombreuses ressources du Congo, en particulier le caoutchouc et l'ivoire, sous la propriété coloniale directe,. Des concessions sont attribuées à des entreprises privées. Dans le nord, la Société Anversoise reçoit 160 000 km2, tandis que la société Anglo-Belgian India Rubber Company (ABIR) se voit attribuer un territoire comparable dans le sud. La Compagnie du Katanga et la Compagnie des Grands Lacs reçoivent de plus petites concessions dans le sud et l'est. Léopold conserve une grande partie du territoire sous son administration personnelle : le Domaine de la Couronne, de 250 000 km2, est ajouté au territoire qu'il contrôlait déjà sous le régime du Domaine privé,. Ainsi, la majeure partie de l'exploitation économique de l'intérieur congolais est entreprise par Léopold et les principaux concessionnaires. Le système est extrêmement rentable et l'ABIR réalise un chiffre d'affaires équivalent de plus de 100 % de sa participation initiale en une seule année. Le roi fait 70 millions de francs belges de profit entre 1896 et 1905. Le système de concessions de l'État indépendant est bientôt copié par d'autres régimes coloniaux, notamment celui du Congo français voisin.

## Exactions

### Système du«caoutchouc rouge»et travail forcé

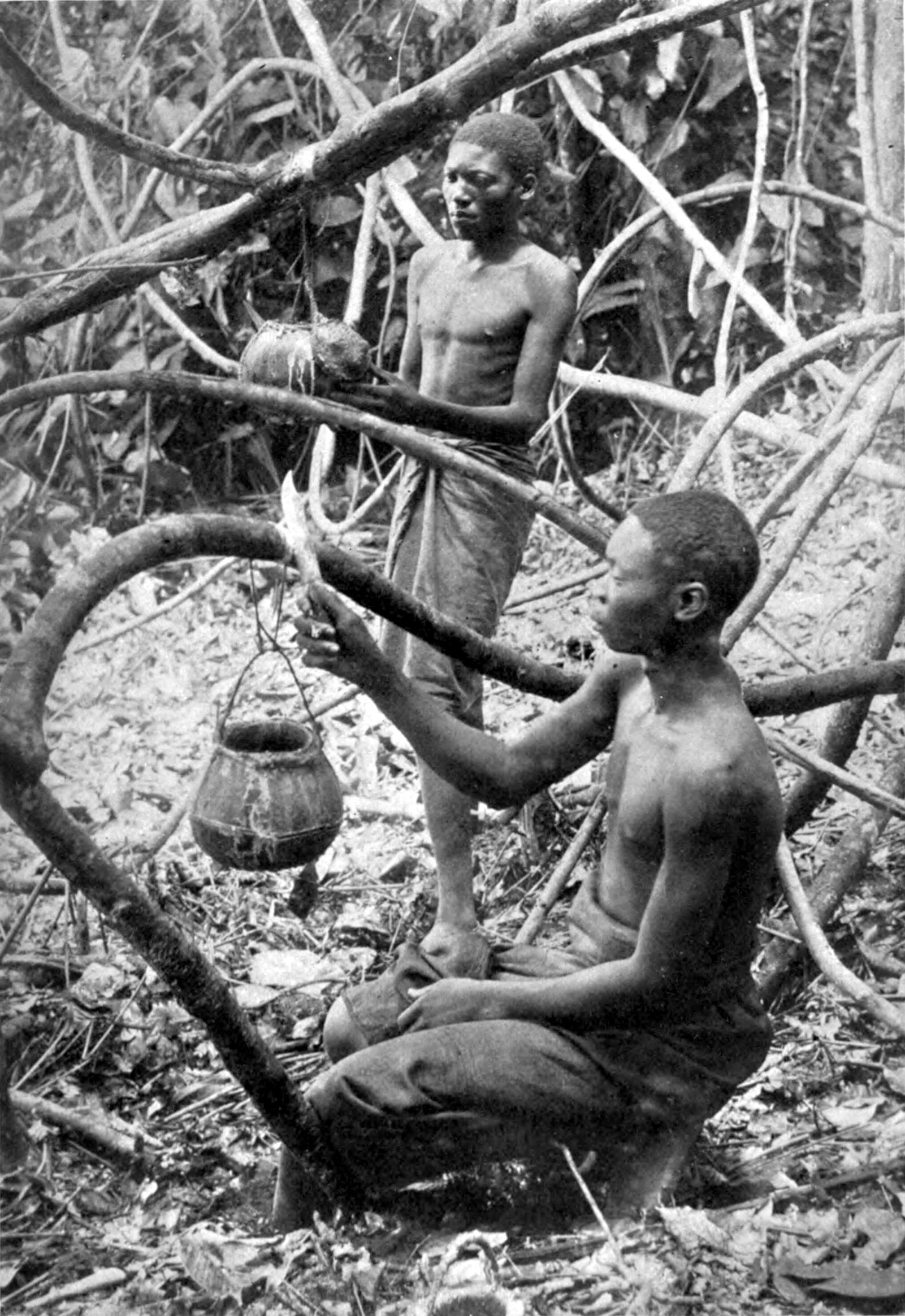
Des ouvriers congolais exploitent du caoutchouc près de Lusambo au Kasaï.

La majorité des revenus de l'État indépendant proviennent alors de l'exportation de caoutchouc. Une politique du travail - connue par les critiques sous le nom de « système du caoutchouc rouge » - est mise en place pour maximiser l'extraction de caoutchouc. Le travail est exigé par l'administration comme impôt. Cela créé, selon Renton, Seddon et Zeilig une « société esclavagiste », les entreprises devenant de plus en plus dépendantes de la mobilisation forcée de la main-d'œuvre congolaise pour leur collecte de caoutchouc. L'État recrute des fonctionnaires noirs, appelés capitas, pour organiser le travail local.
Cependant, les quotas imposés de manière centralisée sont souvent fixés arbitrairement, sans tenir compte du nombre ou du bien-être des travailleurs. Dans les territoires concessionnaires, les entreprises privées qui ont obtenu une concession peuvent prendre pratiquement toutes les mesures possibles pour augmenter la production et les bénéfices, ceci sans ingérence de l'État. L'absence d'une bureaucratie développée pour superviser les méthodes commerciales produit une atmosphère d'« informalité » dans tout l'État, ce qui a facilité les abus. Le traitement des travailleurs (en particulier la durée du travail) n'est pas réglementé par la loi et reste laissé à la discrétion des fonctionnaires sur le terrain. L'ABIR et l'Anversoise sont particulièrement connus pour la dureté avec laquelle leurs fonctionnaires traitaient les travailleurs congolais. L'historien Jean Stengers qualifie les régions contrôlées par ces deux sociétés de « véritables enfers sur terre ». Les récolteurs de caoutchouc sont généralement rémunérés pour leur travail avec des articles bon marché, comme un tissu, des perles, une portion de sel ou un couteau. À une occasion, un chef coutumier qui a ordonné à ses sujets de ramasser du caoutchouc a été récompensé par des esclaves.

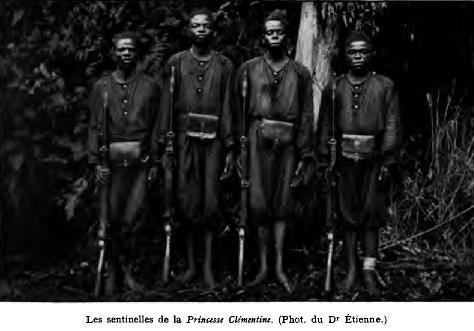
Des soldats de la Force publique photographiés en 1900.

Les travailleurs récalcitrants s'exposent à une ferme répression. Certains sont battus ou fouettés avec la chicotte, des otages sont pris pour assurer une collecte rapide de la part de leurs proches ou de leur famille ; et des expéditions punitives sont organisées pour détruire les villages qui refusent les conditions de travail. Cette politique entraîne un effondrement de la vie économique et culturelle congolaise, ainsi que de l'agriculture dans certaines régions.
L'armée coloniale, qui porte le nom de Force publique, est créée en 1885, avec des officiers et sous-officiers blancs et des soldats noirs. Elle recrute aussi loin que Zanzibar, le Nigeria et le Liberia. Au Congo, le recrutement s'effectue à partir de données démographiques ethniques et sociales spécifiques. Ceux-ci incluaient le Bangala, ce qui contribue à la diffusion de la langue lingala à travers le pays. Les soi-disant Zappo Zaps (de l'ethnie Songye) sont les plus redoutés. Apparemment cannibales, les Zappo-Zaps abusent fréquemment de leurs positions officielles pour attaquer les campagnes et obtenir des esclaves. En 1900, la Force publique comptait 19 000 hommes. Elle soutient les expéditions punitives menées par les concessionnaires, qui emploient également leurs propres milices.
Le « système du caoutchouc rouge » apparaît avec la création du régime de concession en 1891 et se maintient jusqu'en 1906, lorsque le système des concessions est restreint. À son apogée, il est particulièrement développé dans les régions de l'Équateur, du Bandundu et du Kasaï.

### Mutilations et brutalités

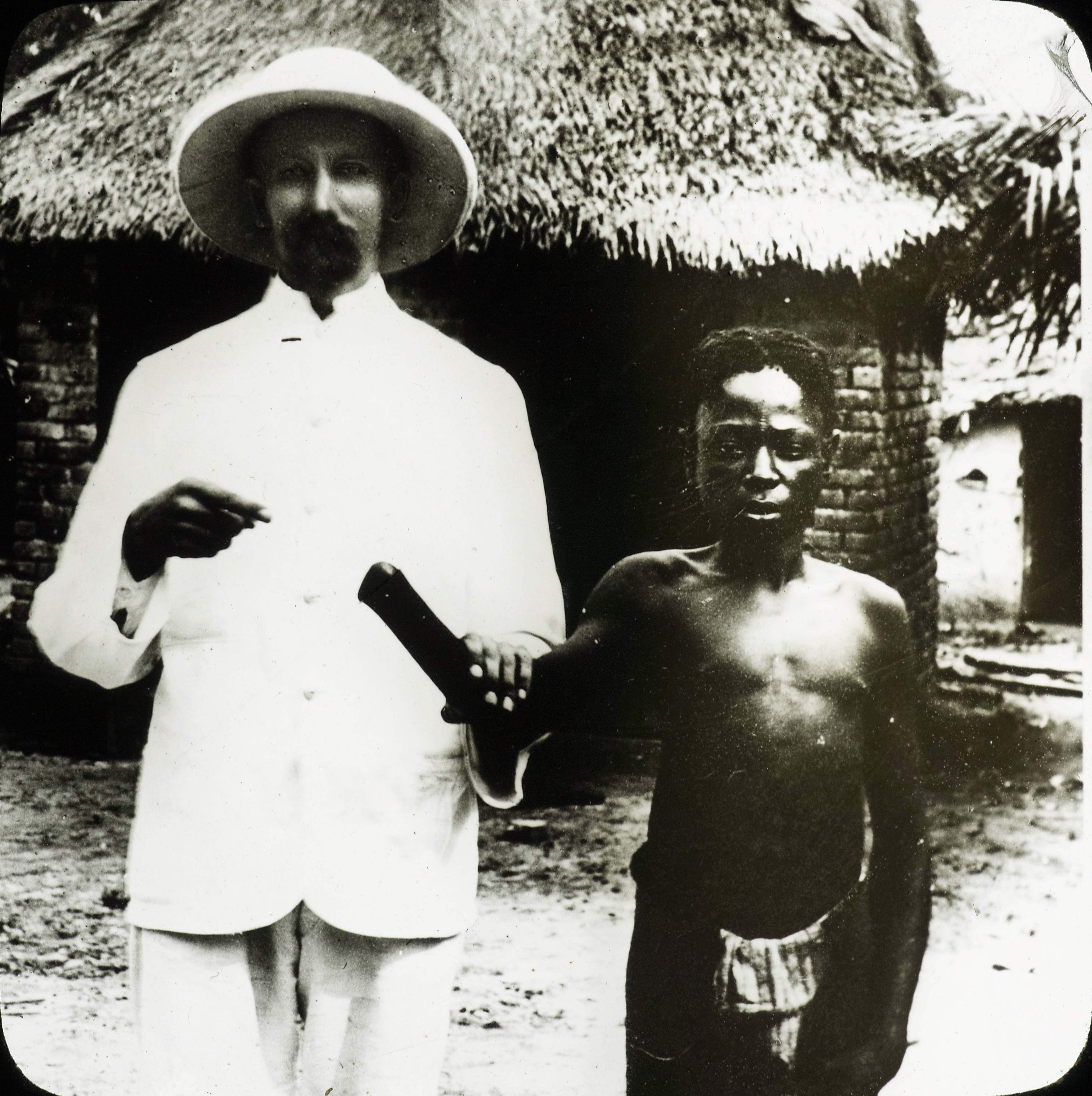
Un missionnaire montre le moignon d'un villageois congolais amputé d'une main par des soldats de la Force publique.

Selon Rosa Amelia Plumelle-Uribe, l’administration de l’État indépendant du Congo a organisé la torture et la mutilation des indigènes qui cherchaient à se soustraire au travail forcé, ou qui n'étaient pas jugés suffisamment productifs. Afin d'éviter que les exécuteurs, munis d'armes à feu, ne se révoltent contre leurs maîtres ou utilisent leurs cartouches pour du braconnage, on exige alors qu'ils justifient chaque cartouche utilisée en présentant la main droite de la personne tuée. Cette technique conduit à de nombreuses exactions. Les exécuteurs et bourreaux, après avoir utilisé les balles pour braconner ou pour d'autres desseins, prélevaient des mains droites sur des vivants pour justifier leur dépense.
Tantôt les mains étaient ramassées par les soldats de la Force publique, tantôt par les villageois eux-mêmes. Des escarmouches entre villages permettent de rassembler des mains, et de justifier ainsi le fait qu'un village n'avait pas rempli son quota.
Le témoignage d'un prêtre catholique décrit un fonctionnaire de l'État, Léon Fiévez, qui dirigeait un quartier le long de la rivière à 500 km au nord de Stanley Pool :

« Tous les noirs ont vu cet homme comme le diable de l'équateur… De tous les corps tués sur le terrain, tu devais couper les mains. Il voulait voir le nombre de mains coupées par chaque soldat, qui devait les apporter dans des paniers… Un village qui refusait de fournir du caoutchouc serait complètement nettoyé. Comme jeune homme, j'ai vu le soldat [de Fiévez] Molili, qui gardait alors le village de Boyeka, prendre un filet, y mettre dix indigènes arrêtés, y attacher de grosses pierres et le faire tomber dans la rivière… Le caoutchouc provoque ces tourments ; c'est pourquoi nous ne voulons plus entendre son nom prononcé. Les soldats ont fait tuer ou violer leurs propres mères et sœurs par de jeunes hommes. »

Un officier subalterne décrit un raid pour punir un village protestataire. L'officier en chef « nous a ordonné de couper la tête des hommes et de les accrocher sur les palissades du village… et de pendre les femmes et les enfants sur la palissade en forme de croix ». Après avoir vu un Congolais tué pour la première fois, un missionnaire danois rapporte les propos d'un soldat : « Ne vous inquiétez pas tellement. Ils nous tuent si nous n'apportons pas le caoutchouc. Le commissaire nous a promis que si nous avions beaucoup de mains, il raccourcirait notre service ».

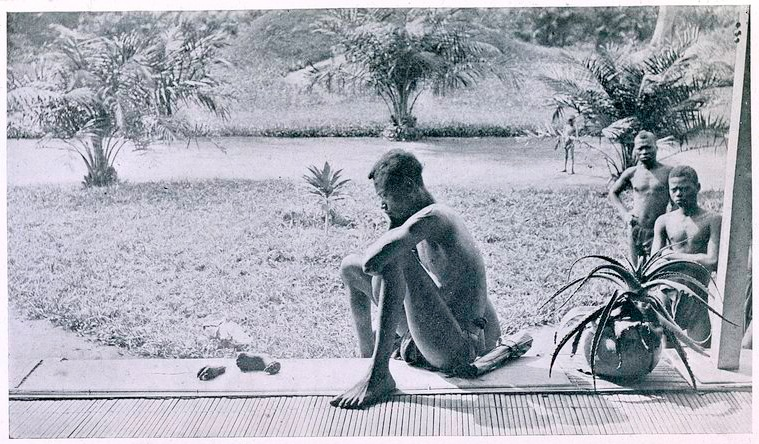
Un père regarde la main et le pied de sa fille de cinq ans.

En théorie, chaque main droite devait permettre de prouver un meurtre. Dans la pratique, pour épargner des munitions, les soldats ont parfois « triché » en coupant simplement la main et en laissant la victime vivre ou mourir. Plusieurs survivants ont déclaré plus tard qu'ils avaient survécu à un massacre en faisant semblant d'être morts, ne bougeant pas même lorsque leur main était coupée, et attendant que les soldats de la Force publique partent avant de chercher de l'aide. Dans certains cas, un soldat pouvait raccourcir sa durée de service en apportant plus de mains que les autres soldats, ce qui a provoqué de nombreuses mutilations. Léopold II aurait désapprouvé le coupage des mains, parce que cela nuisait à ses intérêts économiques. Il aurait déclaré : « Couper les mains – c'est idiot. Je couperais tout le reste chez eux, mais pas les mains. C'est la seule chose dont j'ai besoin au Congo ».

### Prisons et prise d'otages

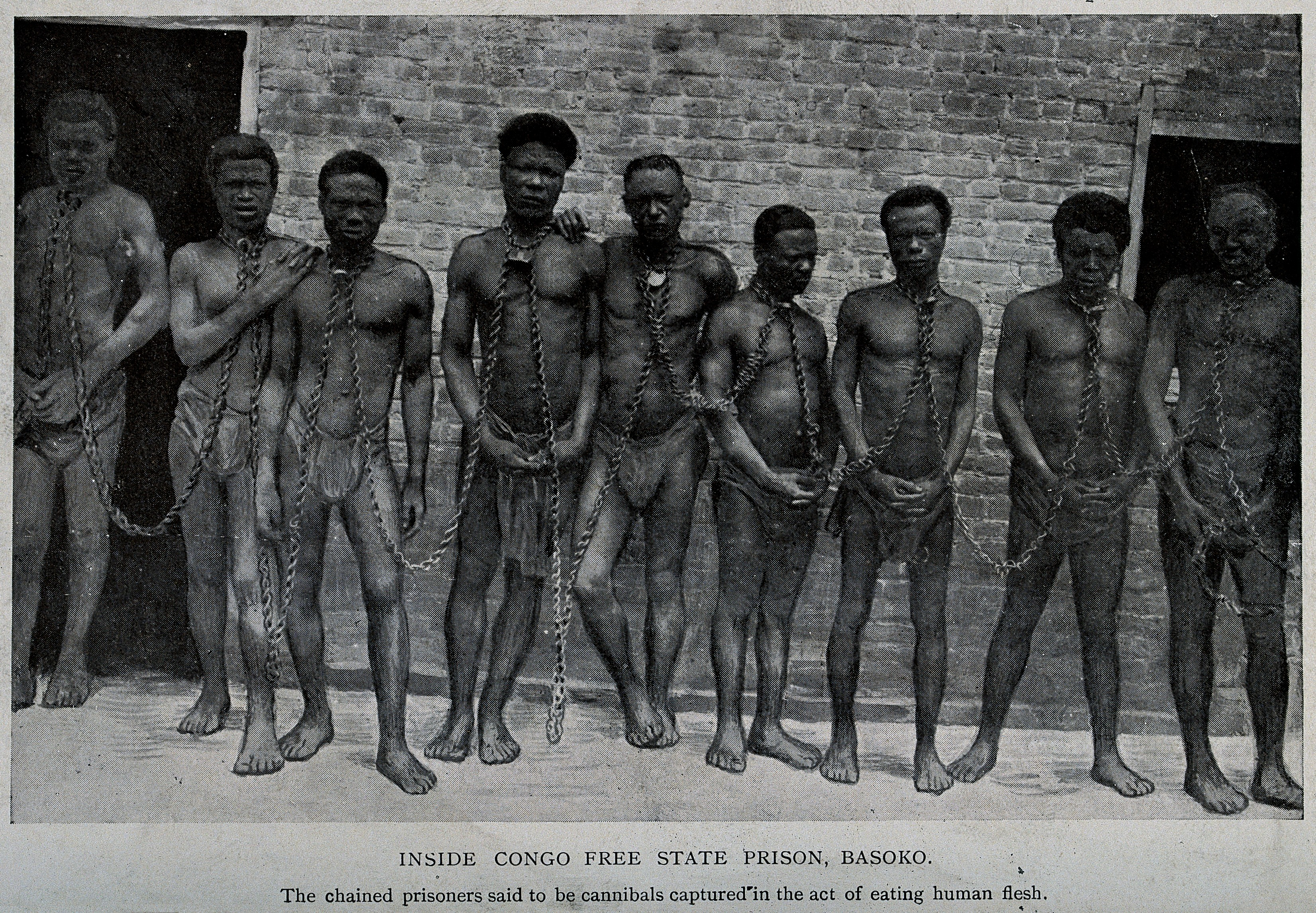
Des prisonniers congolais à Basoko reliés par de grandes chaînes de cou.

Une pratique utilisée pour forcer les travailleurs à collecter du caoutchouc consiste à prendre des femmes et des membres de leur famille en otage. Si cette politique n'est pas officiellement proclamée, l'administration coloniale a cependant fourni, à chaque station au Congo, un manuel qui comprenait un guide sur la façon de prendre des otages pour contraindre les chefs locaux. Les otages peuvent être des hommes, des femmes, des enfants, des anciens voire les chefs eux-mêmes. Chaque station d'État ou de compagnie crée une prison militaire pour emprisonner des otages. Des agents de l'ABIR emprisonnent le chef de chaque village en retard sur son quota ; ainsi, en juillet 1902, un poste enregistre 44 chefs de village en détention. Ces prisons sont en mauvais état. Les stations de Bongandanga et Mompono enregistrent chacune des taux de mortalité de trois à dix prisonniers par jour en 1899. Des personnes ayant des antécédents de résistance à l'ABIR sont par ailleurs expulsées vers des camps de travaux forcés. Il y a au moins trois camps de ce type : un à Lireko, un sur la rivière Maringa et un sur la rivière Lopori.

### Guerres et rébellions
Les guerres et rébellions constituent les principaux épisodes de violences. Des États autochtones, notamment le Royaume Yeke de M'Siri, la Fédération Zande et le territoire de langue swahili dans l'est du Congo sous Tippu Tip, refusent de reconnaître l'autorité coloniale et sont vaincus par la Force publique avec une grande brutalité, pendant la guerre arabe au Congo. En 1895, une mutinerie militaire éclate parmi les Batetela au Kasaï, conduisant à une insurrection de quatre ans. Le conflit est particulièrement brutal et fait un grand nombre de victimes.

### Famine
La présence d'entreprises comme l'ABIR exacerbe les effets des catastrophes naturelles telles que les famines et les maladies. Le système de collecte des impôts d'ABIR contraint les hommes à quitter leurs villages pour collecter du caoutchouc, et la main-d'œuvre agricole décroît presque complètement. La culture de sols pauvres entraîne une baisse des rendements. Le problème est aggravé par les vols de récolte ou de bétail commis par les sentinelles de l'entreprise. Le poste de Bonginda connaît ainsi une famine en 1899 et en 1900, durant laquelle les missionnaires enregistrent une « terrible famine » dans toute la concession de l'ABIR.

### Colonies d'enfants
Léopold autorise la création de « colonies d'enfants » dans lesquelles des orphelins congolais sont enlevés et envoyés aux écoles gérées par des missionnaires catholiques. Ce sont les seules écoles financées par l'État. Plus de 50 % des enfants envoyés dans ces écoles meurent de maladie et des milliers d'autres décèdent lors de marches forcées vers les colonies. Au cours d'une de ces marches, 108 garçons sont envoyés dans une école de la mission, mais seuls 62 survivent, dont huit sont décédés une semaine plus tard.

### Main d'œuvre des non-Congolais
Les Congolais autochtones n'étaient pas les seuls à être mis au travail par l'État indépendant. 540 ouvriers chinois travaillent sur les chemins de fer au Congo et connaissent une importante mortalité. Des travailleurs des Caraïbes et d'Afrique connaissent les mêmes mauvaises conditions de travail, et l'importante mortalité.

## Déclin de la population

### Causes
Les historiens conviennent généralement qu'une réduction spectaculaire de la taille globale de la population congolaise s'est produite au cours des deux décennies de l'existence de l'État indépendant au Congo. On fait valoir que cette réduction au Congo était atypique et peut être attribuée aux effets directs et indirects du régime colonial, notamment la maladie et la baisse du taux de natalité.
L'historien Adam Hochschild soutient que la chute spectaculaire de la population de l'État indépendant est le résultat d'une combinaison de « meurtre », « famine, épuisement et exposition », « maladie » et d'un « taux de natalité en chute libre ». La maladie du sommeil est également une cause majeure de décès à l'époque. Les opposants au règne de Léopold militent alors pour que l'administration elle-même soit considérée comme responsable de la propagation de l'épidémie. Il est difficile d'estimer la part de la surmortalité due aux seules violences : dans une étude locale sur les peuples Kuba et Kete, l'historien Jan Vansina estime que la violence est responsable de la mort de moins de 5 % de la population.
Les maladies importées par les commerçants arabes, les colons européens et les porteurs africains ravagent la population congolaise ; le nombre de décès qui peuvent leur être imputés a « largement dépassé » le nombre de victimes de violences. La variole, la maladie du sommeil, la dysenterie amibienne, les maladies vénériennes (en particulier la syphilis et la gonorrhée) et la grippe porcine sont particulièrement graves. L'avocat Raphael Lemkin attribué la propagation rapide de la maladie au Congo aux soldats indigènes employés par les Belges, qui se sont déplacés à travers le pays et ont eu des relations sexuelles avec des femmes dans de nombreux endroits différents, propageant ainsi des épidémies localisées sur une plus grande zone. La maladie du sommeil, en particulier, s'étend à une large part du Congo et entraîne un taux de mortalité élevé. En 1901, on estime que jusqu'à 500 000 Congolais sont morts de la maladie du sommeil. Vansina estime que cinq pour cent de la population congolaise a péri de la grippe porcine. Dans les régions où la dysenterie est devenue endémique, entre 30 et 60% de la population pouvait mourir. Vansina souligne les effets de la malnutrition et des pénuries alimentaires sur la réduction de l'immunité contre les nouvelles maladies. La perturbation des populations rurales africaines a peut-être contribué à propager davantage les maladies. Néanmoins, pour l'historien Roger Anstey « un fort brin de tradition orale locale considère que la politique du caoutchouc a été une cause de décès et de dépopulation plus importante que la maladie du sommeil ou les ravages périodiques de la variole ».
Il est également largement admis que les taux de natalité ont également diminué au cours de la période, ce qui signifie que le taux de croissance de la population a diminué par rapport au taux de mortalité naturelle. Vansina, cependant, note que les sociétés précoloniales avaient des taux de natalité et de mortalité élevés, conduisant à de grandes fluctuations naturelles de la population au fil du temps. Chez les Kuba, la période de 1880 à 1900 est à l'inverse une période d'expansion démographique.

### Estimations
Une réduction de la population du Congo est notée par plusieurs chercheurs, entre le début du contrôle de Léopold et 1908, mais les estimations du nombre de morts varient considérablement. Les estimations de certains observateurs contemporains suggèrent que la population a diminué de moitié au cours de cette période. Selon Edmund D. Morel, l'État indépendant du Congo comptait « 20 millions d'âmes ». D'autres estimations de l'ampleur du déclin global de la population (ou surmortalité) varient entre 2 et 13 millions. Ascherson cite une estimation de Roger Casement d'une chute de la population de trois millions, bien qu'il note qu'il « s'agit presque certainement d'une sous-estimation ». Peter Forbath donne un chiffre d'au moins 5 millions de morts, tandis que John Gunther soutient également un chiffre de 5 millions comme estimation de décès minimum et pose 8 millions comme maximum. Lemkin postule que 75% de la population a été tuée.
En l'absence d'un recensement fournissant même une première idée de la population de la région au début de l'État indépendant du Congo (le premier est mené en 1924) il est impossible de quantifier précisément les changements démographiques au cours de la période. Pour Adam Hochschild, qui cite plusieurs enquêtes indépendantes récentes, notamment celles de l'anthropologue Jan Vansina, il est possible d'estimer la surmortalité à un total de 10 millions de morts. Jan Vansina est revenu sur la question de la quantification du déclin total de la population et a révisé sa position antérieure : il a conclu que la population Kuba (l'une des nombreuses populations congolaises) augmentait au cours des deux premières décennies de la domination de Léopold II, et a diminué de 25 % de 1900 à 1919, principalement en raison d'une maladie,. Cependant, Louis et Stengers indiquent que les chiffres de la population au début du contrôle de Léopold ne sont que des estimations osées ; ils considèrent fantaisiste la tentative d'E.D. Morel  consistant à chiffrer la surmortalité pendant cette période. Cette position est elle-même critiquée.

## Enquête et sensibilisation internationale

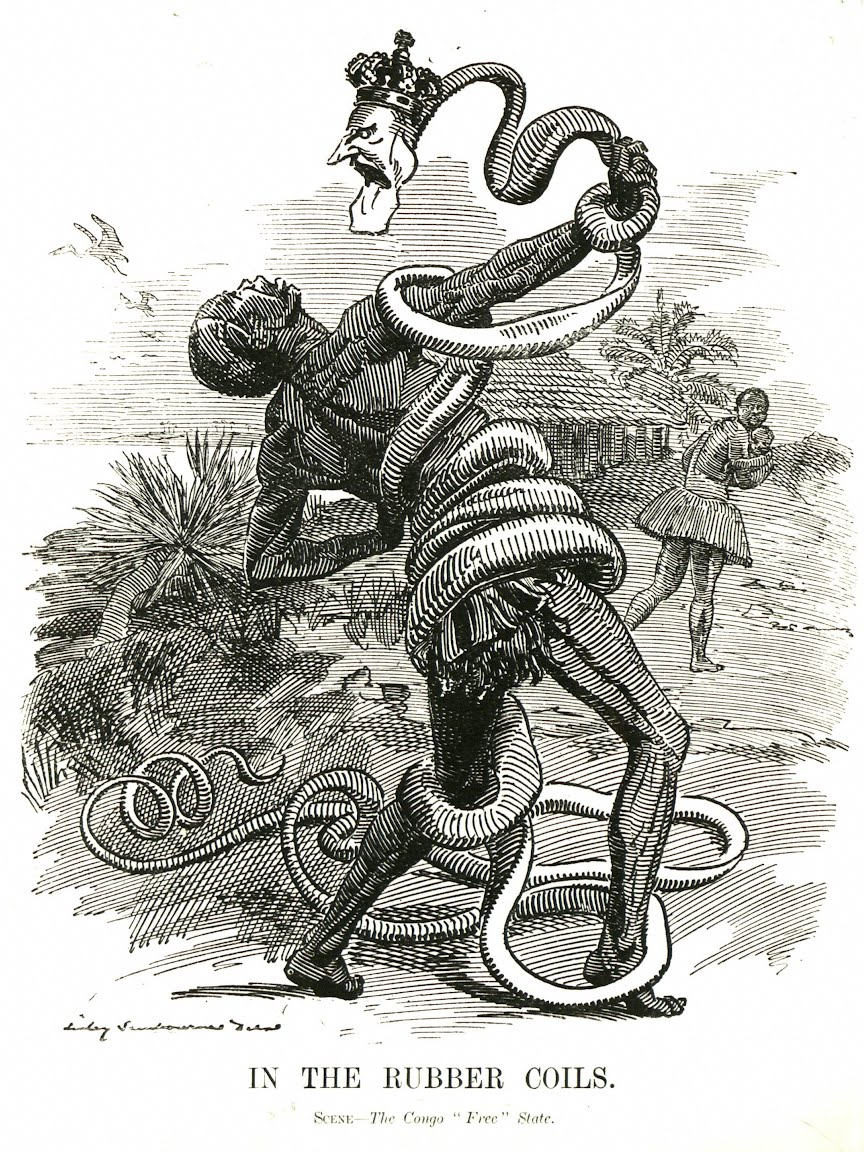
Caricature de 1906 d'Edward Linley Sambourne publiée dans le magazine satirique britannique Punch montrant un travailleur congolais, empêtré par un serpent en caoutchouc avec la tête de Léopold II.

Une campagne d'opinion se développe particulièrement au Royaume-Uni et aux États-Unis, pour forcer Léopold à renoncer à sa propriété du Congo. Elle se fonde en grande partie sur des rapports de missionnaires britanniques et suédois travaillant au Congo. Ainsi d'Alice Seeley Harris, missionnaire qui prend des photos de mains coupées avant de les diffuser en Europe.
La première manifestation internationale a lieu en 1890 lorsque George Washington Williams, un Américain, publie une lettre ouverte à Léopold. Dans une lettre adressée au secrétaire d'État des États-Unis, il décrit les conditions de travail au Congo comme des « crimes contre l'humanité », inventant ainsi la phrase, qui devient plus tard un concept clé du droit international. L'intérêt du public pour les abus dans l'État indépendant du Congo croît à partir de 1895, lorsque l'affaire Stokes et les rapports faisant état de mutilations atteignent l'opinion publique européenne et américaine. Léopold met en place une « Commission pour la protection des indigènes », composée de missionnaires étrangers, mais qui reste peu efficace.
Au Royaume-Uni, la campagne est dirigée par le militant et pamphlétaire E.D. Morel. Son livre Red Rubber (1906) touche un large public. Les romanciers Mark Twain, Joseph Conrad et Arthur Conan Doyle rejoignent sa campagne, ainsi que des socialistes belges tels qu'Émile Vandervelde. En mai 1903, un débat à la Chambre des communes britannique conduit à l'adoption d'une résolution condamnant l'État indépendant du Congo. Quelques jours plus tard, le consul britannique dans la ville de Boma, Roger Casement, visite le Congo pour enquêter sur la véritable ampleur des abus. Il remet son rapport en décembre. Léopold invite alors des experts de la Liverpool School of Tropical Medicine pour lutter contre l'extension des maladies, alors que . les représentants de l'État indépendant attribuent la surmortalité à la variole et à la maladie du sommeil. Des groupes militants tels que la Congo Reform Association, partisans du colonialisme,  cherchent à mettre fin aux excès de l'État indépendant en encourageant la Belgique à annexer officiellement la colonie. En 1904, une Commission d’enquête, nommée par le régime, confirme l'existence de  mutilations tout en déniant leur caractère systématique,.
En 1908, la Belgique annexe formellement le territoire, créant le Congo belge. Les conditions de vie de la population indigène s'améliorent avec la suppression partielle du travail forcé. Au lieu de mandater directement la main-d'œuvre pour les entreprises coloniales, l'administration belge promeut une taxe incitant la population à travailler auprès des employeurs européens ; les Congolais sont également tenus de fournir des jours de service par an pour les projets d'infrastructure.

## Historiographie
Le nombre important de morts sous le régime de l'État indépendant conduit plusieurs chercheurs à relier les exactions à des génocides ultérieurs. Cependant, le terme est contesté, car les pertes humaines dues au régime de l'administration coloniale sont le résultat d'une exploitation économique dure plutôt que d'une politique d'extermination délibérée,. Le sociologue Rhoda Howard-Hassmann indique ainsi que « techniquement parlant, ce n'était pas un génocide même dans un sens légalement rétroactif ». Hochschild et le politologue Georges Nzongola-Ntalaja rejettent également les allégations de génocide dans l'État indépendant, parce qu'il n'y a aucune preuve d'une politique d'extermination délibérée ou du désir d'éliminer des groupes de population spécifiques,,.
Il est généralement admis par les historiens que l'extermination n'a jamais été la politique de l'État indépendant. Selon l'historien David Van Reybrouck, « il serait absurde […] de parler d'un acte de "génocide" ou d'un "holocauste" ; le génocide implique l'annihilation consciente et planifiée d'une population spécifique, et cela n'a jamais été l'intention ici, ni le résultat (…) Mais c'était définitivement une hécatombe, un massacre à une échelle stupéfiante qui n'était pas intentionnel, mais aurait pu être reconnu bien plus tôt comme le dommage collatéral d'une politique d'exploitation perfide et rapace ». Pour l'historienne Barbara Emerson,  « Léopold n'a pas déclenché de génocide. Il était avide d'argent et a choisi de détourner son regard lorsque les choses devenaient incontrôlables ». Selon Hochschild, « bien qu'il ne s'agisse pas d'un génocide au sens strict », les exactions au Congo restent « l'un des massacres les plus effroyables [...] provoqués par l'action humaine ».

Photo des « Congolais tenant des mains coupées » prise par Alice Seeley Harris à Baringa, mai 1904.

Les allégations de génocide dans l'État indépendant restent fréquentes. Le politologue Martin Ewans écrit : « Le régime africain de Léopold est devenu synonyme d'exploitation et de génocide ». Selon l'historien Timothy J. Stapleton, « Ceux qui appliquent facilement le terme de génocide au régime de Léopold semblent le faire uniquement sur la base de son horreur évidente et du nombre massif de personnes qui ont peut-être péri ». Robert Weisbord fait valoir qu'il n'était pas nécessaire d'avoir l'intention d'exterminer tous les membres d'une population lors d'un génocide. Il postule qu'« une tentative d'éliminer une partie d'un peuple serait qualifiée de génocide » selon les normes de l'ONU et affirme que l'État indépendant en faisait autant. Jeanne Haskin, Yaa-Lengi Meema Ngemi et David Olusoga qualifient également les faits de « génocide ». En 2005, une motion déposée devant la Chambre des communes britannique, présentée par Andrew Dismore, appelle à la reconnaissance des exactions commises par l'État indépendant du Congo comme un « génocide colonial » et demande au gouvernement belge de présenter des excuses officielles. Elle est soutenue par 48 députés.
En 1999, l'ouvrage de Hochschild Les Fantômes du roi Léopold devient un best-seller en Belgique, mais suscite des critiques de la part d'anciens colonialistes belges et de certains universitaires. Lors du 50e anniversaire de l'indépendance du Congo en 2010, les travaux de nombreux écrivains belges sont critiqués par l'historien Idesbald Goddeeris : « Ils reconnaissent la période sombre de l'État indépendant du Congo, mais… ils soulignent que le nombre de victimes était inconnu et la terreur était concentrée dans certaines régions ».
Par ailleurs, le terme de « génocide congolais » est souvent utilisé dans la presse pour désigner les meurtres et les viols massifs commis dans l'est du Congo au lendemain du génocide rwandais (et de la deuxième guerre du Congo qui a suivi) entre 1998 et 2003,.

## Postérité

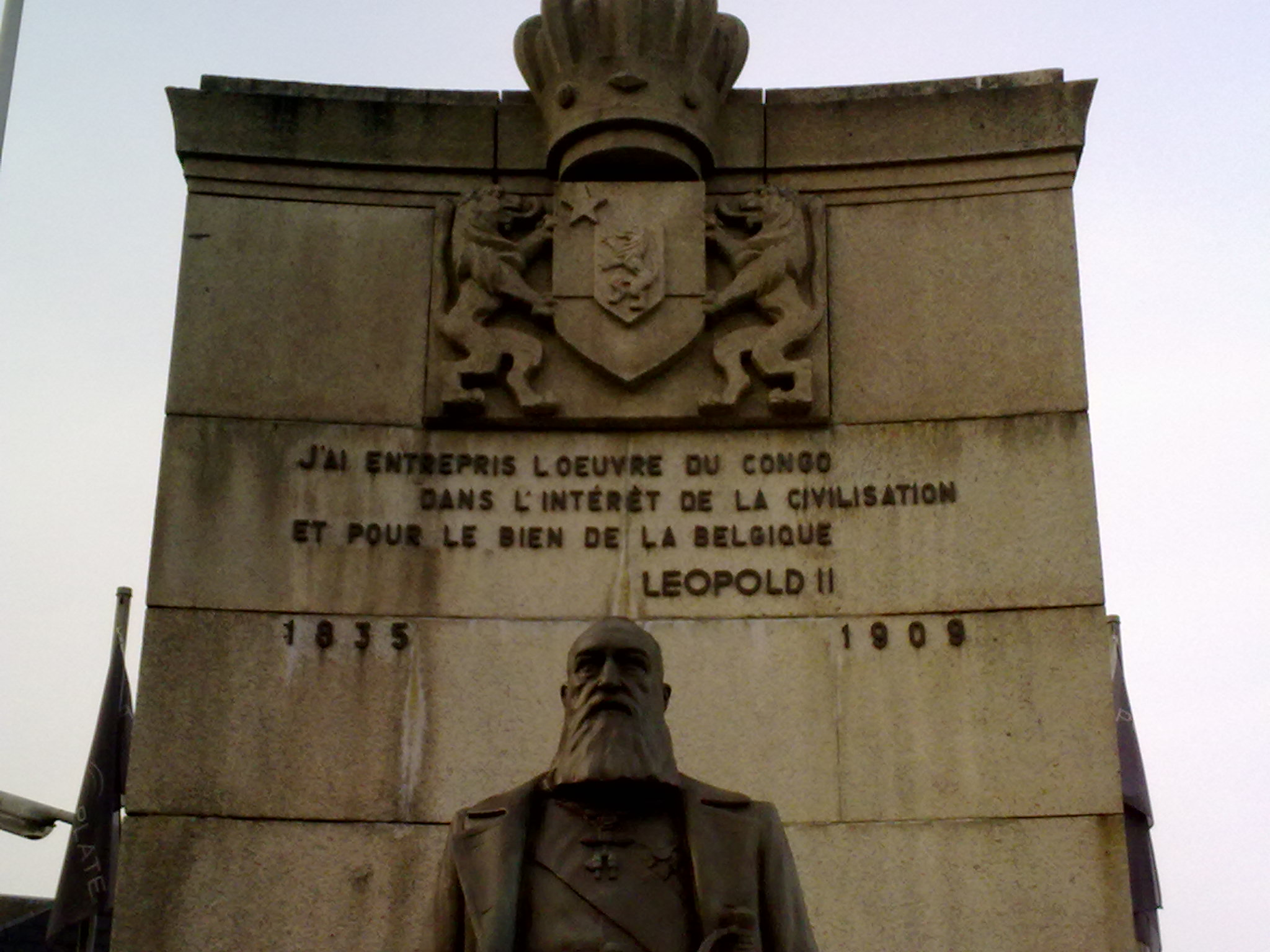
Monument érigé en 1951 à la mémoire de Léopold II à Arlon portant l'inscription J'ai entrepris l’œuvre du Congo dans l'intérêt de la civilisation et pour le bien de la Belgique.

L'héritage du déclin démographique du règne de Léopold laisse le gouvernement colonial avec une grave pénurie de main-d'œuvre.
Le rôle de Léopold reste longtemps décrié. Les statues de Léopold au Congo, devenu indépendant en 1960, ont été transférées au musée national. En 2020, à la suite de la mort de George Floyd aux États-Unis et des manifestations qui ont suivi dans le monde entier pour protester contre la discrimination raciale, de nombreuses statues de Léopold II en Belgique ont été vandalisées pour critiquer les exactions de son règne au Congo,.
Ni la monarchie belge, ni l'État belge ne se sont excusés des exactions avant que, le 30 juin 2020, à l'occasion du 60e anniversaire de l'indépendance congolaise, le roi Philippe n'envoie une lettre au président congolais Félix Tshisekedi, exprimant son « plus profond regret » pour les « actes de violence et de cruauté » commis pendant l'existence de l'État indépendant et les autres transgressions qui se sont produites pendant la période coloniale, mais il ne mentionne pas explicitement le rôle de Léopold dans les exactions.

#### En français
- Arzel Lancelot, « Les « sanglants trophées » de la conquête. Découpe des corps et guerres coloniales dans l’État indépendant du Congo fin XIXe siècle-début XXe siècle », Monde(s),‎ 2020, p. 79-109 (DOI 10.3917/mond1.201.0079, lire en ligne ).
- Albert Londres, Terre d'ébène, 1929.

#### Autres langues
- (en) Roger Anstey, « The Congo Rubber Atrocities – A Case Study », African Historical Studies, vol. 4, no 1,‎ 1971, p. 59–76 (DOI 10.2307/216268, JSTOR 216268).
- (en) Neal Ascherson, The King Incorporated: Leopold the Second and the Congo, Londres, Granta, 1999 (ISBN 1-86207-290-6).
- (en) William Mitchell College of Law, « Democratic Republic of the Congo », 2012 (consulté le 29 juillet 2015).
- (en) Paula Drumond, « Invisible Males: The Congolese Genocide », dans Adam Jones (éd.), New Directions in Genocide Research, Routledge, 2011 (ISBN 978-0-415-49597-4), p. 96–112.
- (en) « Early day motion 2251 », Houses of Parliament (consulté le 29 décembre 2015).
- (en) Martin Ewans, European Atrocity, African Catastrophe: Leopold II, the Congo Free State and its Aftermath, Routledge, 2017 (ISBN 978-1317849070, lire en ligne).
- (en) David N. Gibbs, The Political Economy of Third World Intervention: Mines, Money, and U.S. Policy in the Congo Crisis, Chicago, University of Chicago Press, coll. « American Politics and Political Economy », 1991 (ISBN 978-0226290713, lire en ligne).
- (en) Idesbald Goddeeris, « Postcolonial Belgium : The Memory of the Congo », International Journal of Postcolonial Studies, vol. 17, no 3,‎ 2015, p. 434–451 (DOI 10.1080/1369801X.2014.998253).
- (en) Adam Hochschild, King Leopold's Ghost: A Story of Greed, Terror, and Heroism in Colonial Africa, Boston, Houghton Mifflin, 1999 (ISBN 978-0-618-00190-3, lire en ligne).
- (en) Adam Hochschild, « In the Heart of Darkness », New York Review of Books, vol. 52, no 15,‎ 6 octobre 2005 (lire en ligne).
- (en) Maryinez Lyons, The Colonial Disease: A Social History of Sleeping Sickness in Northern Zaire, 1900–1940, Cambridge, Cambridge University Press, 1992 (ISBN 0-521-40350-2).
- (en) Georges Nzongola-Ntalaja, The Congo, From Leopold to Kabila: A People's History, New York, Palgrave, 2007, 3e éd. (ISBN 978-1-84277-053-5, lire en ligne).
- (en) Thomas Pakenham, The Scramble for Africa: the White Man's Conquest of the Dark Continent from 1876 to 1912, Londres, Abacus, 1992 (ISBN 978-0-349-10449-2).
- (en) René Provost et Payam Akhavan, Confronting Genocide, Springer Science & Business Media, 2010 (ISBN 978-9048198405, lire en ligne).
- (en) David Renton, David Seddon et Leo Zeilig, The Congo: Plunder and Resistance, Londres, Zed Books, 2007 (ISBN 978-1-84277-485-4).
- (en) Dominik Schaller, « Raphael Lemkin's view of European colonial rule in Africa: between condemnation and admiration », Journal of Genocide Research, vol. 7, no 4,‎ 2005, p. 538 (lire en ligne).
- (en) Ruth M. Slade, King Leopold's Congo: Aspects of the Development of Race Relations in the Congo Independent State, Oxford, Oxford University Press, coll. « Institute of Race Relations », 1962 (OCLC 655811695).
- (en) Thomas W. Simon, The Laws of Genocide: Prescriptions for a Just World, Greenwood Publishing Group, 2007 (ISBN 978-0275979454, lire en ligne).
- (en) Timothy J. Stapleton, A History of Genocide in Africa, ABC-CLIO, 2017 (ISBN 978-1440830525, lire en ligne).
- (en) Jean Stengers, « The Congo Free State and the Belgian Congo before 1914 », dans L. H. Gann, Peter Duignan, Colonialism in Africa, 1870–1914, vol. I, Cambridge, Cambridge University Press, 1969, p. 261–292.
- (en) Daniel Vangroenweghe, « The 'Leopold II' concession system exported to French Congo with as example the Mpoko Company », Revue belge d'histoire contemporaine-Belgisch Tijdschrift voor Nieuwste Geschiedenis, vol. 36, nos 3–4,‎ 2006, p. 323–372 (lire en ligne).
- (en) David Van Reybrouck, Congo: The Epic History of a People, Londres, Fourth Estate, 2014 (ISBN 978-0-00-756290-9).
- (en) Jan Vansina, Being Colonized: The Kuba Experience in Rural Congo, 1880–1960, Madison, University of Wisconsin Press, 2010 (ISBN 978-0-299-23644-1).
- (en) Guy Vanthemsche, Belgium and the Congo, 1885–1980, New York, Cambridge University Press, 2012 (ISBN 978-0-521-19421-1).
- (en) Jean-Luc Vellut, « Response to 'In the Heart of Darkness' », New York Review of Books, vol. 53, no 1,‎ 12 janvier 2006 (lire en ligne).
- (en) Robert Wiesbord, « Response to 'The King, the Cardinal and the Pope: Leopold II's genocide in the Congo and the Vatican' », Journal of Genocide Research, vol. 5, no 1,‎ 2003, p. 35–45 (DOI 10.1080/14623520305651).